# Emej Šan
Emeri Šan ali Gora Emei kitajsko: 峨眉山; pinjin: Éméi shān) ali gora Omei, je 3099 metrov visoka gora v provinci Sečuan na Kitajskem in je najvišja gora med svetimi budističnimi gorami Kitajske. Gora Emei leži na zahodnem robu Sečuanske kotline. Gore zahodno od nje so znane kot Dašjangling. Veliko okoliško podeželje je geološko znano kot permska velika magmatska provinca Emeišan, ki je nastala zaradi vulkanskih izbruhov Emeišan Traps v permskem obdobju.
Administrativno je gora Emei v bližini istoimenskega mesta na ravni okrožja (mesto Emeišan), ki je nato del mesta Lešan na ravni prefekture. Leta 1996 je bil uvrščen na Unescov seznam svetovne dediščine.

## Pomen za budizem
Kitajci darujejo gorečo sandalovino blizu gore, da pošljejo svoje »molitve v nebesa«.

### Kot sveta gora
Gora Emei je ena od štirih svetih budističnih gora Kitajske in tradicionalno velja za bodhimaṇḍa ali kraj razsvetljenja Bodhisatve Samantabhadre. Samantabhadra je v mandarinščini znan kot Pǔšián Púsà (普賢菩薩).
Viri iz 16. in 17. stoletja namigujejo na vadbo borilnih veščin v samostanih na gori Emei Šan, kar je najzgodnejša obstoječa omemba samostana Šaolin kot kraja izvora kitajskih borilnih veščin.
Kitajski budistični romarji redno romajo na goro.

### Budistična arhitektura na Emei
To je lokacija prvega budističnega templja, zgrajenega na Kitajskem v 1. stoletju našega štetja. Na tem mestu je šestinsedemdeset budističnih samostanov iz obdobja dinastij Ming in Čing, večina jih je blizu vrha gore. Samostani izkazujejo prilagodljiv arhitekturni slog, ki se prilagaja pokrajini. Nekateri, kot so dvorane Baoguosi, so zgrajeni na terasah različnih nivojev, medtem ko so drugi, vključno s strukturami Leijinsi, na dvignjenih kolih. Tu so bili fiksni načrti budističnih samostanov iz prejšnjih obdobij spremenjeni ali prezrti, da bi v celoti izkoristili naravno pokrajino. Stavbe Čingjinge so razporejene v nepravilni parceli na ozkem kosu zemlje med rekama Črnega zmaja in reko Belega zmaja. Lokacija je velika in vijugasta pešpot je dolga 50 km, hoja pa traja nekaj dni.
Žičnice olajšajo vzpon do dveh templjev v Džindingu (3077 m), eno uro hoje od vrha gore.

## Podnebje
Na vrhu gore Emei vlada alpsko subarktično podnebje (Köppen Dwc) z dolgimi, hladnimi (vendar ne tako hudimi) zimami in kratkimi, hladnimi poletji. Mesečna povprečna 24-urna temperatura se giblje od −5,7 °C v januarju do 11,6 °C v juliju, letno povprečje pa je 3,07 °C. Padavine so običajne vse leto (pojavljajo se več kot 250 dni), vendar so zaradi vpliva monsuna padavine še posebej obilne poleti in več kot 70 % letne skupne količine pada od junija do septembra.

## Avtohtone živali
Obiskovalci gore Emei bodo verjetno videli na desetine tibetanskih makakov, ki jih je pogosto mogoče opazovati, kako turistom jemljejo hrano. Lokalni trgovci prodajajo orehe za turiste, da nahranijo opice. Druge predstavljene živali vključujejo žabi Rana adenopleura, Vibrissaphora liui in deževnika Pheretima praepinguis.

## Rastlinstvo
Gora Emei je znana po visoki stopnji endemizma in s te gore je opisanih približno 200 rastlinskih vrst v različnih rastlinskih družinah.
Redka vrsta jelke endemična za to goro je Abies Fabri.

## Galerija
- Wanfoding
- Tempelj na Zlatem vrhu
- Ogromen kip Samantabhadre na vrhu gore Emei
- Budistični tempelj na gori Emei
- Leseno mostišče čez Kristalni potok, zahodna pobočja
- Makaki, avtohtoni v regiji
- Sončni vzhod nad goro Emei
- Paviljon Guangfu z vrhom, ki je viden v ozadju
- Kipi slonov na stopnicah, ki vodijo do kipa Samantabhadre
- Opice z gore Emei
- Gora Emei in jezero Ešju